# Harald Preuner

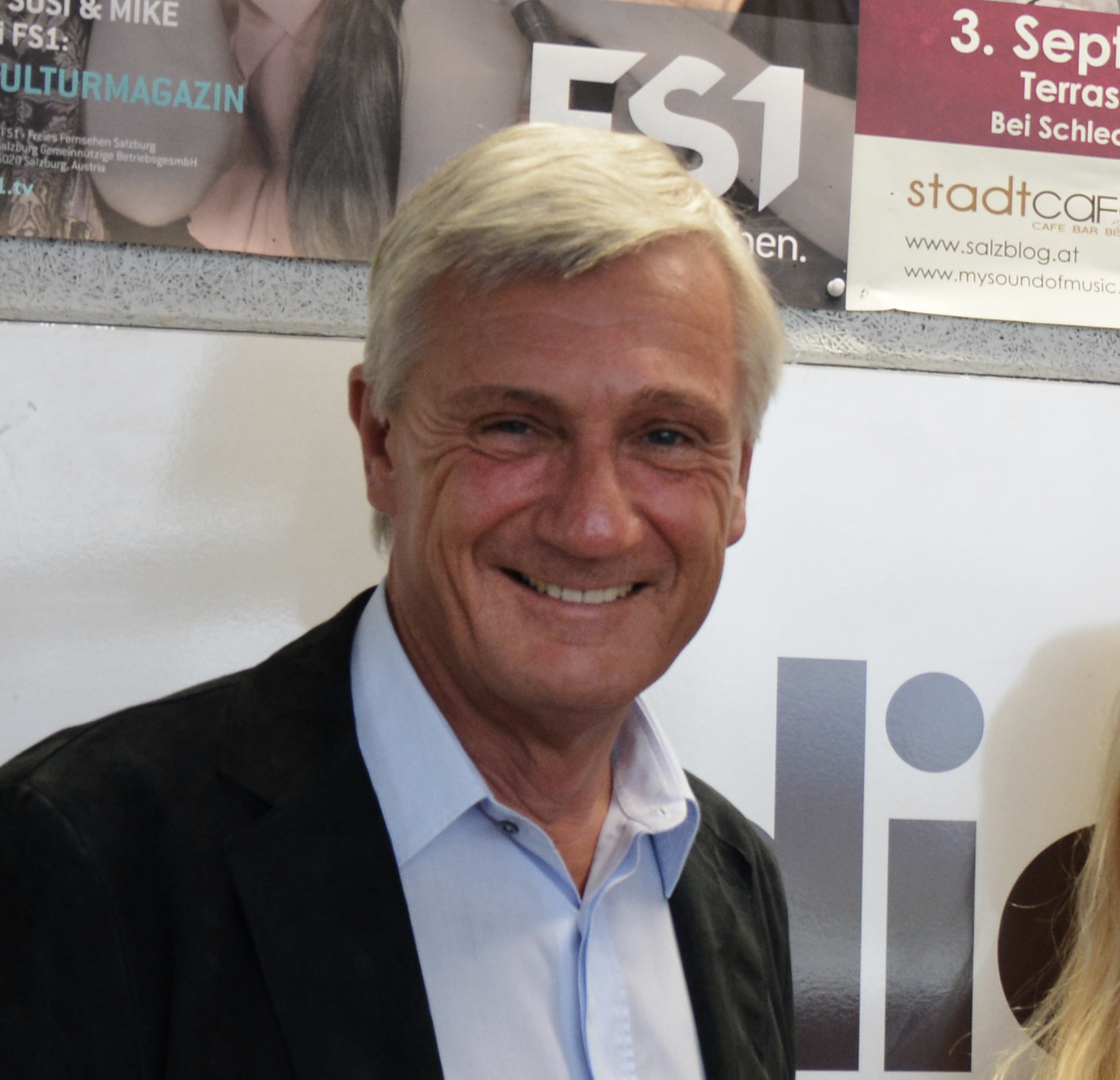
Harry Preuner (2017)

Harald „Harry“ Preuner (* 3. August 1959 in Salzburg) ist ein österreichischer Unternehmer und Politiker (ÖVP). Er war von 10. Dezember 2017 bis 24. März 2024 Bürgermeister der Stadt Salzburg.

## Leben
Preuner wurde als erstes von zwei Kindern am 3. August 1959 in Salzburg-Nonntal geboren. Im Jahre 1964 übersiedelte die Familie nach Seekirchen, wo er auch zur Volksschule ging. Nach dem BG II in Salzburg-Lehen besuchte er die HTL Salzburg mit dem Schwerpunkt Maschinenbau. 1979 rückte er als Einjährig-Freiwilliger zum österreichischen Bundesheer ein und erreichte nach mehreren Kursen und Übungen den Dienstgrad eines Hauptmannes. 1980 begann er das Studium des Wirtschaftsingenieurwesens in Graz, das er 1985 mit dem akademischen Grad Diplom-Ingenieur abschloss. 1981 legte er die Fahrlehrerprüfung ab, und vier Jahre später wurde er Inhaber eines Fahrschulbetriebes in Salzburg. 2001 legte er die Leitung der Fahrschulen in Seekirchen und Neumarkt nieder. Nach seinem Ausscheiden aus der Politik im Jahr 2024 möchte Preuner in seine Fahrschule zurückkehren, da der Fahrschulleiter in Pension geht.

## Politik
Zwischen 1993 und 2003 war Preuner Vorsitzender der Fachvertretung der Fahrschulen des Bundeslands Salzburg. Im Jahre 1999 wurde er Gemeinderat und stellvertretender Klubobmann. Ab dem 14. Dezember 2004 war er Bürgermeister-Stellvertreter der Landeshauptstadt Salzburg. Als Heinz Schaden (SPÖ) am 20. September 2017 infolge des Spekulationsskandals zurücktrat, übernahm Preuner die Führung der städtischen Amtsgeschäfte.
Am 26. November 2017 erreichte Preuner bei der Bürgermeisterwahl mit 35,0 Prozent die meisten Stimmen, aber noch nicht die nötigen 50 Prozent. In der Stichwahl am 10. Dezember 2017 setzte er sich mit 50,32 Prozent (294 Stimmen Vorsprung) gegen Bernhard Auinger (SPÖ) durch.
Im Juli 2023 gab er bekannt, bei der Bürgermeisterwahl 2024 nicht mehr anzutreten. Am 10. April 2024 leitete er seine letzte Gemeinderatssitzung, er schied mit der Angelobung von Bernhard Auinger am 8. Mai 2024 aus dem Amt.

## Privates
Preuner ist seit 1999 verheiratet und lebt in Salzburg-Gnigl. Seit 2009 ist er Mitglied der katholischen Studentenverbindung KÖHV Rheno-Juvavia Salzburg im ÖCV.